# Карл IV (герцог Алансона)
Карл IV Алансонский (фр. Charles IV de Valois, duc d’Alençon; 2 сентября 1489, Алансон — 11 апреля 1525, Лион) — герцог Алансонский и граф де Перш (1492—1525), граф д’Арманьяк, де Фезансак и де Родез (1497—1525), пэр Франции, первый принц крови с 1515 года.
Единственный сын Рене д’Алансона (1454—1492), герцога Алансонского и графа Першского (1478—1492), и Маргариты Лотарингской (1463—1521).

## Биография
Был воспитан в замке Мавз, в Ле-Перше, матерью, посвятившей себя детям. В ноябре 1492 года после смерти своего отца, герцога Рене Алансонского, 3-летний Карл IV унаследовал титулы герцога де Алансона и графа де Перша. В июне 1497 года после смерти своего деда Шарля д’Арманьяка (1425—1497), графа д’Арманьяка (1473—1497), Карл Алансонский унаследовал титулы графа д’Арманьяка, де Фезансака и де Родез.
В 1507 и 1509 годах герцог Карл Алансонский участвовал в двух военных кампаниях французского короля Людовика XII Валуа в Италии. В 1515 году после смерти короля Людовика XII и вступления на престол герцога Франциска де Валуа герцог Шарль Алансонский стал первым принцем крови и был заметной фигурой в начале правления Франциска I. С 1 января 1515 года, когда Франциск I вступил на королевский трон, по 28 февраля 1518 года, когда у короля родился старший сын Франциск, герцог Шарль Алансонский считался наследником королевского престола.
В сентябре 1515 года Карл Алансонский в составе французской армии сражался со швейцарцами в битве при Мариньяно, где командовал правым флангом. В 1521 году он руководил обороной Шампани во время вторжения имперской армии под командованием Карла V Габсбурга.
В 1525 году герцог Шарль Алансонский участвовал во второй кампании короля Франции Франциска I в Италии. 25 февраля в знаменитой битве при Павии французская армия потерпела сокрушительное поражение от испано-имперских войск. Шарль Алансон командовал арьергардом французов и в решающий момент сражения не пришёл на помощь главным силам королевской армии. Франциск I был захвачен в плен и отправлен в Испанию. После поражения армии и пленения короля герцог Алансонский взял на себя командование остатками разбитых войск и отступил из Миланского герцогства во Францию. На родине он считался главным виновником поражения и плена короля.
В апреле 1525 года 35-летний бездетный герцог Шарль Алансонский скончался в Лионе. Несмотря на то, что у Карла были две младшие сестры, Франсуаза и Анна, его владения перешли к вдове — Маргарите Ангулемской, сестре Франциска I.

## Семья и дети
В 1509 году женился на Маргарите Ангулемской (1492—1549), дочери Карла Орлеанского (1459—1496), графа Ангулемского (1467—1496), и Луизы Савойской (1476—1531), старшей сестре Франциска Валуа (1494—1547), графа Ангулемского (1496—1515), герцога де Валуа (1498—1515) и короля Франции (1515—1547). Их брак был бездетным.